# Mietvilla Weintraubenstraße 6 (Radebeul)
Die Mietvilla in der Weintraubenstraße 6 liegt im Stadtteil Serkowitz der sächsischen Stadt Radebeul.

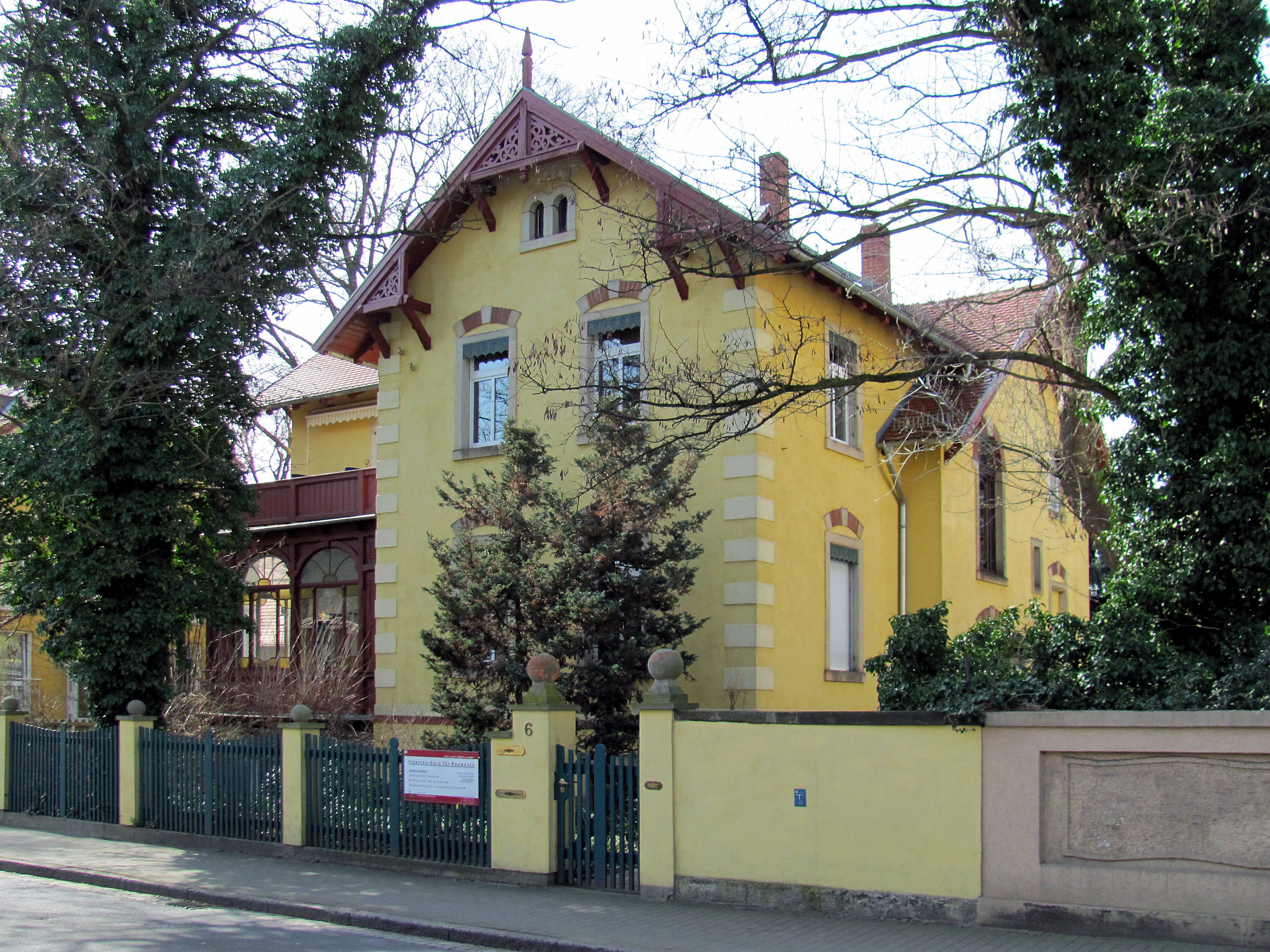
Mietvilla Weintraubenstraße 6

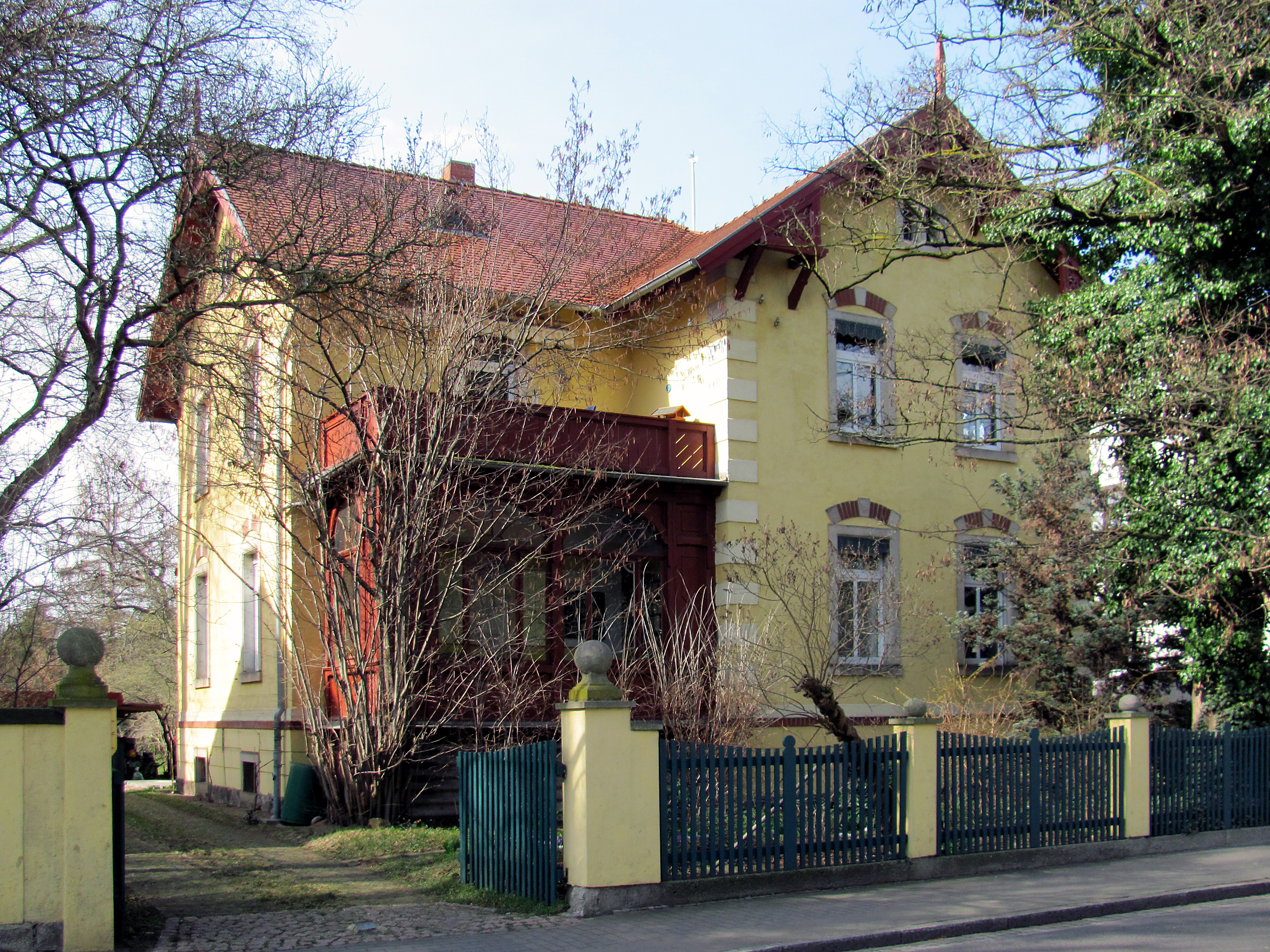
Mietvilla Weintraubenstraße 6

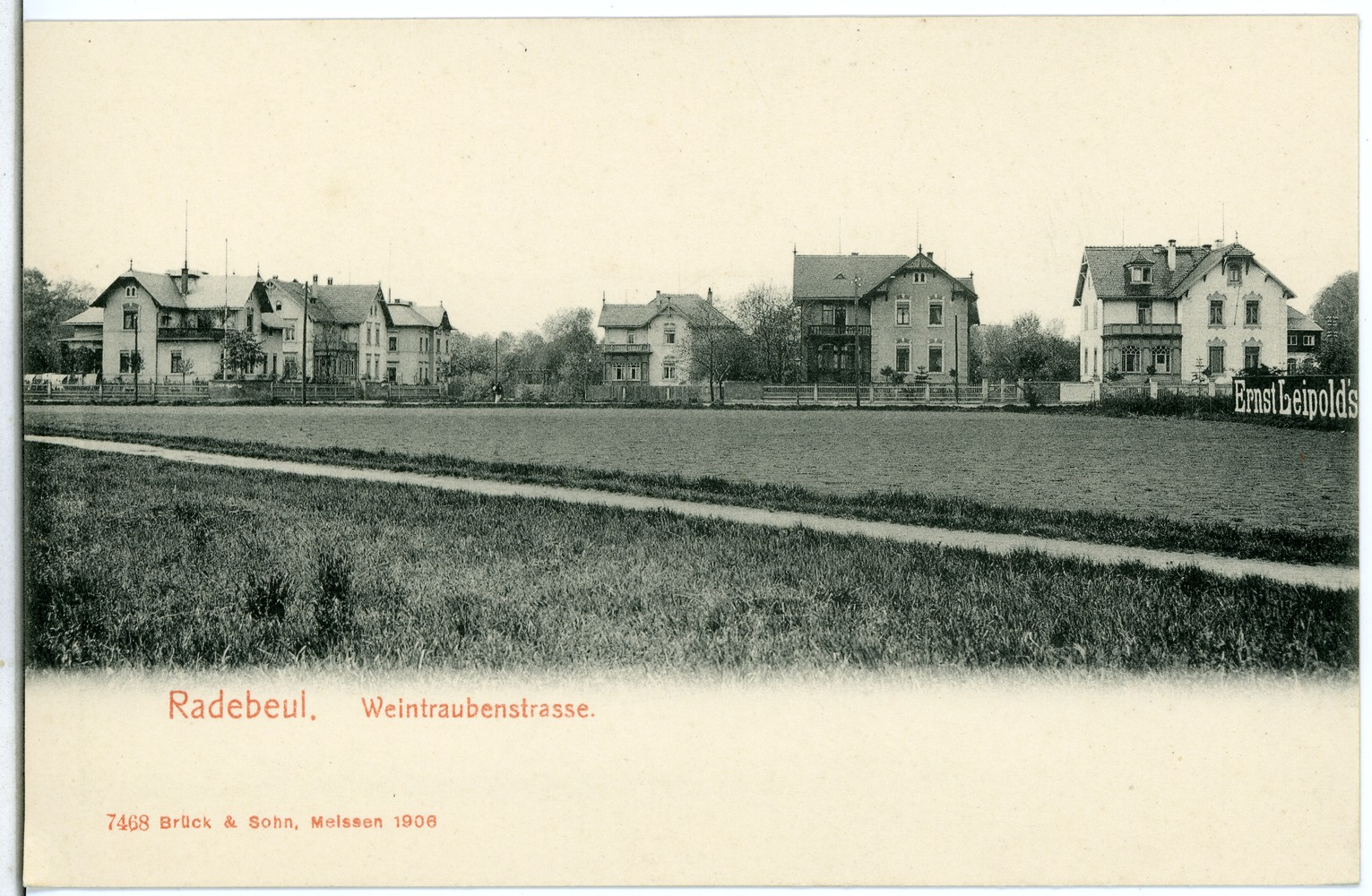
Weintraubenstraße 1906

## Beschreibung
Die mit der Einfriedung unter Denkmalschutz stehende Mietvilla entspricht dem Nachbarhaus Weintraubenstraße 4, das in der Denkmaltopografie als landhausartige Villa typisiert wird. Der zweigeschossige Bau hat asymmetrische Grund- und Aufrisse. Das Dach ist ziegelgedeckt.
In der Hauptansicht zur Straße befindet sich rechts ein Sparrengiebel; ebensolche finden sich in den beiden Seitenansichten. Zur Straße hin auf der linken Seite steht vor der Rücklage eine eingeschossige hölzerne Veranda.
Das verputzte Gebäude wird durch Eckquaderungen eingefasst. Die Fenster werden durch Überfangbögen aus Ziegelstein überwölbt.

## Geschichte
Im Juli 1901 beantragte der Bauunternehmer Bruno Mager die Errichtung des Wohnhauses als „Bauender, Ausführender und Bauleiter“. Die Baurevision erfolgte im September 1902. Zwischen Juni 1903 und Oktober 1904 errichtete Mager auf dem Nachbargrundstück Weintraubenstraße 4 eine landhausartige Villa vom gleichen Bautyp.
Ab spätestens 1903 gehörte das Haus dem pensionierten Generalmajor Ludwig von Lossow. Dieser verstarb zwar bereits Ende 1904, seine Angehörigen bewohnten das Haus jedoch noch 1944; im 1. Stock war 1944 der Oberst a. D. Ivan von Mackensen eingemietet.